# Slovensko društvo za diskretno in uporabno matematiko
Slovensko društvo za diskretno in uporabno matematiko (SDDUM) je bilo ustanovljeno 14. decembra 2016. Od 9. julija 2020 ima status nevladne organizacije v javnem interesu.  Naziv društva v angleščini je Slovenian Discrete and Applied Mathematics Society (SDAMS), v italijanščini pa Associazione slovena per la matematica discreta e applicata (ASMDA). Društvo ima sedež v Kopru. Je soizdajatelj revij Ars Mathematica Contemporanea (AMC) in The Art of Discrete and Applied Mathematics (ADAM).
Od 23. junija 2018 je polnopravni član Evropskega matematičnega društva (EMS). Člani društva so sodelovali na zasedanju Sveta Evropskega matematičnega društva, ki je potekalo na Bledu med 25. in 26. junijem 2022. Je prvo matematično društve iz vzhodne Evrope, ki je član EMS in ne pokriva samo teoretične matematike. Od ustanovitve do 12. decembra 2024 je društvo vodil predsednik Tomaž Pisanski, od tedaj pa ga vodi Nino Bašić.
Ustavnovni člani društva so Tomaž Pisanski, Klavdija Kutnar, Dragan Marušič, Nino Bašić, Vito Vitrih, Martin Milanič, Andrej Brodnik, Boštjan Kuzman, Vladimir Batagelj, Ademir Hujdurović, Ana Zalokar, Nastja Cepak, Bojan Kuzma, Boštjan Frelih, Alejandra Ramos Rivera, Safet Penjić, Rok Požar in Štefko Miklavič.

## Soorganizacija znanstvenih srečanj
Društvo je soorganiator mednarodnih znanstvenih srečanj.
- TerwilligerFest - Combinatorics around the q-Onsager algebra (2025)
- 50-th International Workshop on Graph-Theoretic Concepts in Computer Science (2024)
- DM70: Groups, graphs and everything in between / Grupe, grafi in vse vmes (2023)
- 11th PhD Summer School in Discrete Mathematics (2023)
- SCORES: 9th Student Computing Research Symposium (2023)
- GROW The 10th Workshop on Classes, Optimization, and Width Parameters (2022)
- 10th PhD Summer School in Discrete Mathematics (2022)
- Osmi evropski matematični kongres (8ECM) (2021)
- Discrete Biomathematics Afternoon at the Adriatic Coast (2019)
- Maps, Configurations, Polytopes, Molecules, Graphs (2019)
- 9th PhD Summer School in Discrete Mathematics (2019)
- 31st International Conference on Formal Power Series and Algebraic Combinatorics (2019)
- Software Tools for Mathematics (2018)
- 8th PhD Summer School in Discrete Mathematics (2018)
- Non-commutative structures 2018: A workshop in honor of Jonathan Leech (2018)
- Graphs, Groups and more (2018)